# Boncompagni-Ludovisi
Els Boncompagni foren una família patrícia de Bolonya que des del segle xiv va exercir nombrosos càrrecs a la ciutat. Pel seu enllaç amb els Ludovisi foren prínceps sobirans del Piombino, i el primer príncep va canviar el seu cognom a Boncompagni-Ludovisi.
El principat havia recaigut el 1700 en Hipòlita I Ludovisi (1663-1724), de la família Ludovisi, la qual s'havia casat el 1681 amb Gregori I Boncompagni (1642-1707). Gregori I va morir abans que la seva dona, i la successió corresponia als fills de la seva dona (dels 8 fills de Gregori 7 els havia tingut amb Hipòlita) però tots els mascles havien mort i l'única hereva era una filla (la filla gran) amb el que el principat i altres títols haurien sortit de la família i Gregori volia conservar la successió en la branca Boncompagni, de manera que el 1702 va casar a son germà Antoni I Boncompagni (1658-1731), el seu hereu mascle més proper, amb la seva filla Maria Eleonora I Boncompagni (1686-1745). El matrimoni va succeir conjuntament a Hipòlita a la seva mort el 1624, disset després de morir Gregori i Antoni I va agafar el cognom de Boncompagni-Ludovisi. Primer va morir Antoni I (1731) i després Maria Eleonora I (1745); el fill comú fou proclamat príncep indivís (amb la mare) el 1731 però era menor d'edat i no va arribar a la majoria fins al 1741. Des d'aquest any, amb la mare encara viva, de fet el fill, Gaietà I Boncompagni-Ludovisi (1706-1777), va assolir les regnes del poder, que fou complet el 1745. Va morir el 1777 i el va succeir el seu fill Antoni II Boncompagni-Ludovisi (1735-1805), que degut a les guerres napoleòniques, pel Tractat d'Amiens del 1801 fou deposat i desposseït del seu principat (21 de març de 1801) que ja havia estat ocupat pels francesos temps abans (1799). Va morir el 1805 i els drets van passar al fill Lluís Maria Boncompagni-Ludovisi (1767-1841) al qual el Congrés de Viena (1815) va confirmar la pèrdua del principat sobirà de Piombino deixant-li només els béns alodials i el títol. A la seva mort el títol va passar al seu fill Antoni III Boncompgani-Ludovisi i va seguir en els seus descendents.

## Llista de prínceps de Piombino de la família Boncompagni-Ludovisi
- Maria Eleonora I Boncompagni 1724-1745
- Antoni I Boncompagni-Ludovisi 1724-1731
- Gaietà I Boncompagni-Ludovisi 1731-1777 (majoria 1741, plena successió 1745)
- Antoni II Boncompagni-Ludovisi 1777-1805
- Lluís Maria Boncompagni-Ludovisi 1805-1841
- Antoni III Boncompagni-Ludovisi 1841-1883 (fill)
- Rodolf Boncompagni-Ludovisi 1883-1911 (fill)
- Hug Boncompagni-Ludovisi 1911-1935 (fill)
- Antoni Francesc Boncompagni-Ludovisi 1935-1955 (fill)
- Gregori II Boncompagni-Ludovisi 1955-1988 (fill)
- Nicolau Francesc Boncompagni-Ludovisi 1988-
- Francesc Boncompagni-Ludovisi (hereu)
- Gregori III Boncompagni-Ludovisi (hereu de l'hereu)